# 中野将宏
中野 将宏（なかの まさひろ、1996年1月25日 - ）は、ジャパンラグビーリーグワン中国電力レッドレグリオンズに所属するラグビー選手。

## プロフィール
- 山口県出身[1]。
- ポジションはウィング(WTB)、フルバック(FB)。
- 身長 168 cm、体重 75 kg
- 血液型はB型[2]。
- 7人制日本代表に選ばれたことがある[3]。

## 略歴
高校からラグビーを始めた。
2014年、石見智翠館高校卒業。九州共立大学に入る。
2018年、九州共立大学卒業後、帆柱クラブに加入。
2019年、中国電力レッドレグリオンズに加入。